# Tangó

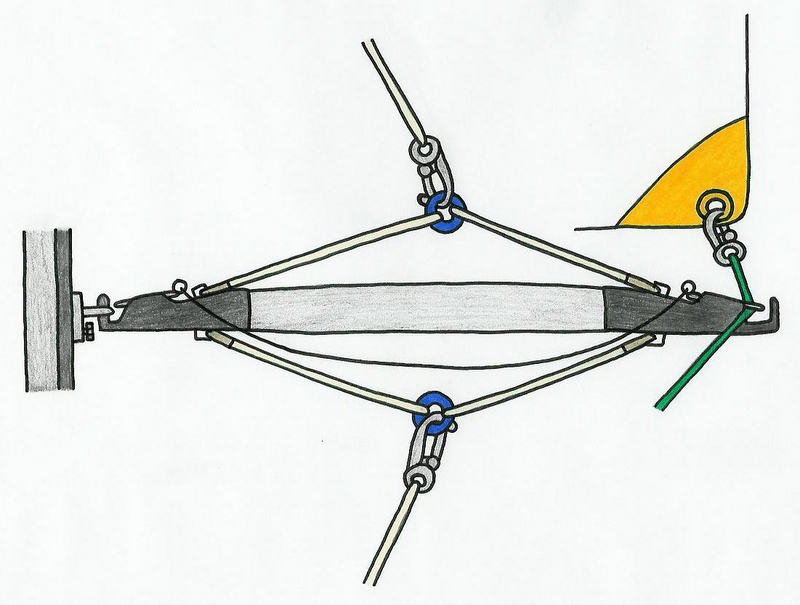
Tangó

Col·locació del tangó.

En un vaixell, s'anomena tangó a un botaló que serveix per a navegar amb el vent de popa empopada i que surt de la part baixa del pal major o del trinquet (paral·lel a la verga si existeix), si és possible, per facilitar la maniobra hi ha un tangó a cada amura.
Va enganxat per un extrem al pal amb un tinter, i per l'altre al puny d'amura de la vela de proa (floc, gènova o espinàquer) amb una amantina que sosté el seu pes i una contra que fa un "triangle de forces" conjuntament amb l'escota i que permet portar el tangó allà on es vol.
A la mar s'amura en la seva extremitat de fora i en el port s'amarra (en les embarcacions menors).